# Orbit Terraces
L'Orbit Terraces est un gratte-ciel en construction à Mumbai en Inde. Ils s'élèvera à 207 mètres. Sa construction est actuellement suspendue. 